# Antyterminatory
Antyterminatory – jedna z grup białek zaliczanych do białek wiążących DNA, przeprowadzające antyterminację.

## Funkcja
Antyterminatory wchodzą w interakcję z polimerazą RNA, zmieniając jej właściwości. W efekcie interakcji obu białek polimeraza pomija sekwencję terminatora i w wyniku tego generuje dłuższy transkrypt niż miałoby to miejsce, gdyby terminator zatrzymał dalszą transkrypcję.